# 卡帕盧亞 (夏威夷州)
卡帕盧亞（英語：Kapalua）是位於美國夏威夷州茂宜縣的一個人口普查指定地區。

## 地理
卡帕盧亞的座標為20°59′48″N 156°39′11″W / 20.99667°N 156.65306°W，而該地最高點為海拔高度63米（即207英尺）。

## 人口
根據2010年美國人口普查的數據，卡帕盧亞的面積為15.10平方千米，當中陸地面積為12.50平方千米，而水域面積為2.60平方千米。當地共有人口353人，而人口密度為每平方千米23.38人。